# Österreichischer Soldatenfriedhof in St. Jakob/Bozen
Der Österreichische Soldatenfriedhof in St. Jakob ist einer der ältesten Soldatenfriedhöfe Tirols. Er befindet sich in dem zur Stadt Bozen gehörenden Teil der Ortschaft St. Jakob.

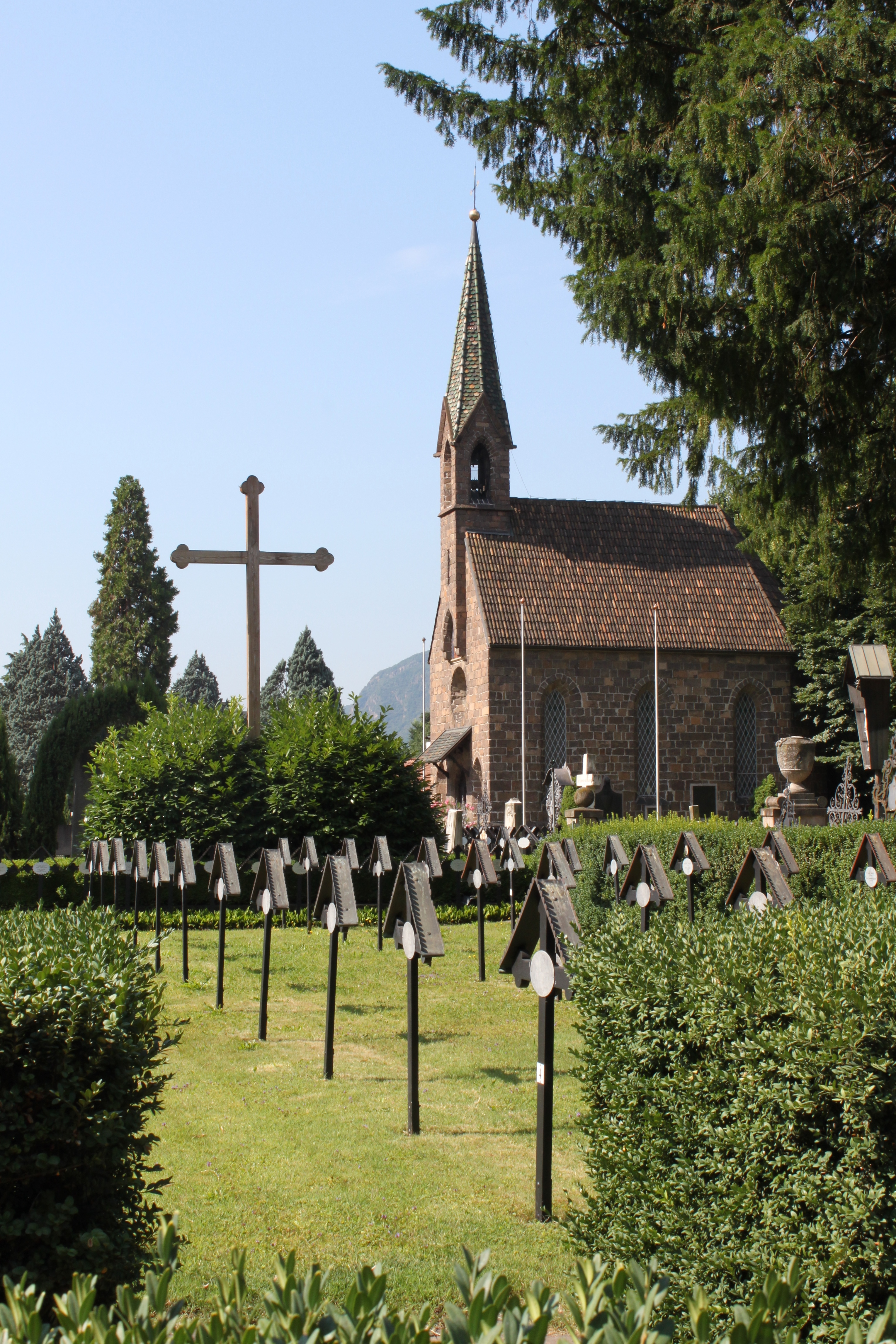
Blick auf die Maria-Hilf-Kapelle

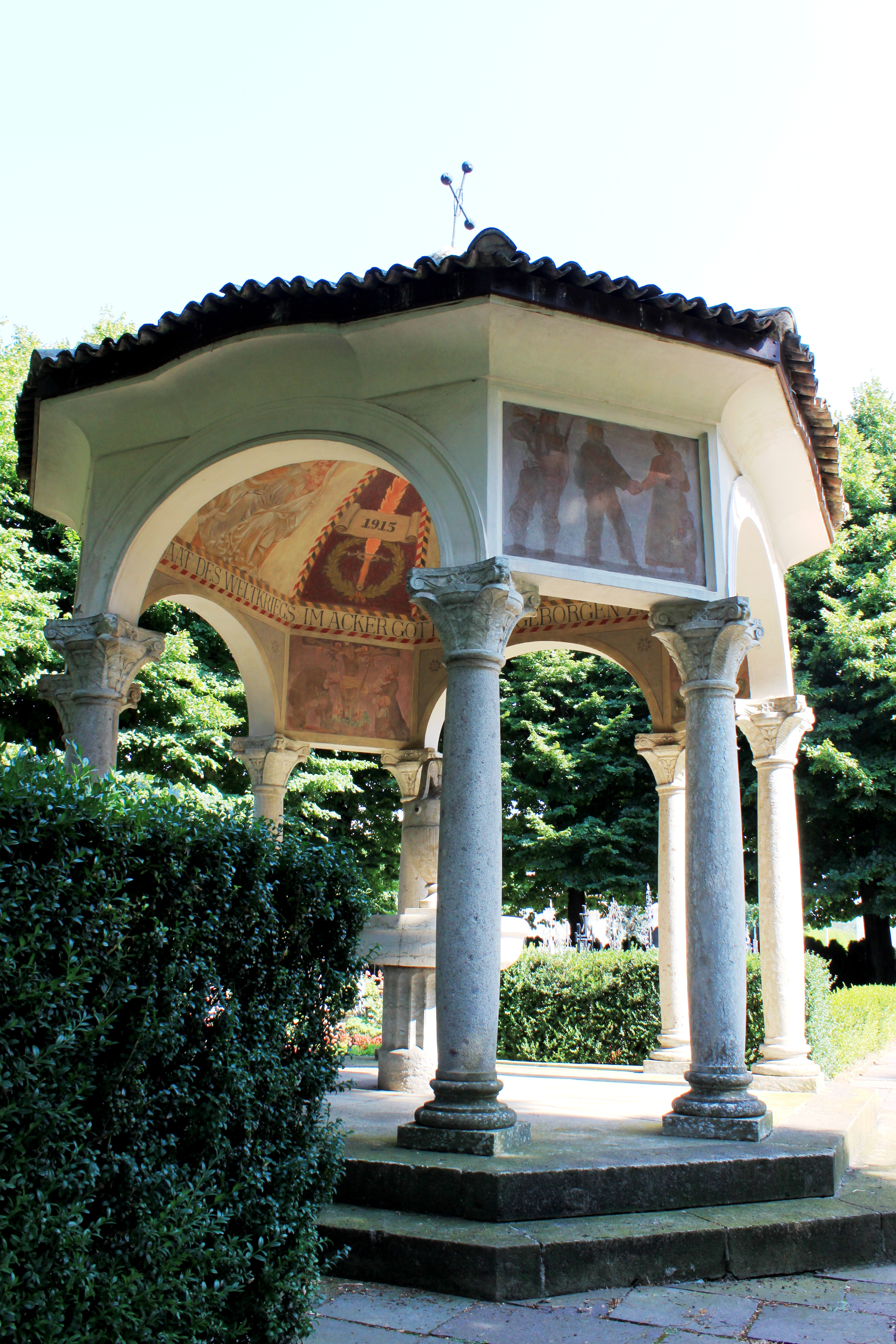
Ehrenmal von Gustav Nolte mit Deckenbildern von Albert Stolz

## Geschichte
Der Friedhof wurde 1859 für die im Sardinischen Krieg getöteten österreichischen Soldaten angelegt. Später wurden auch die sterblichen Überreste der bei den Schlachten 1848/49 ums Leben gekommenen Soldaten vom Bozner Pfarrfriedhof nach St. Jakob überführt. Im Krieg zwischen Österreich und dem im Entstehen begriffenen Italien kamen 1866 wiederum viele Verwundete und Sterbende nach Bozen. Der Friedhof ist auch letzte Ruhestätte für als österreichische Soldaten im Ersten und als deutsche Soldaten im Zweiten Weltkrieg gefallene Südtiroler. Der 1874 gegründete Militär-Veteranen-Verein Bozen (im Südtiroler Schwarzen Kreuz und Österreichischen Schwarzen Kreuz) betreut den Soldatenfriedhof.

## Gebäude

### Maria-Hilf-Kapelle
Die 1897/98 nach Plänen von Johann Bittner erbaute neugotische Friedhofskapelle wurde 1900 geweiht. Der Altar aus dem 17. Jahrhundert stammt aus der Kapelle des ehemaligen Bozner Ansitzes Niederhaus.

### Ehrenmal
Im Zuge der Erweiterung des Friedhofes im Laufe des Ersten Weltkrieges wurde das Ehrenmal 1917 eingeweiht. Der Entwurf dieses Pavillons mit oktogonalem Grundriss stammt von Stadtbaumeister Gustav Nolte. Die Deckenbilder sind von Albert Stolz. 

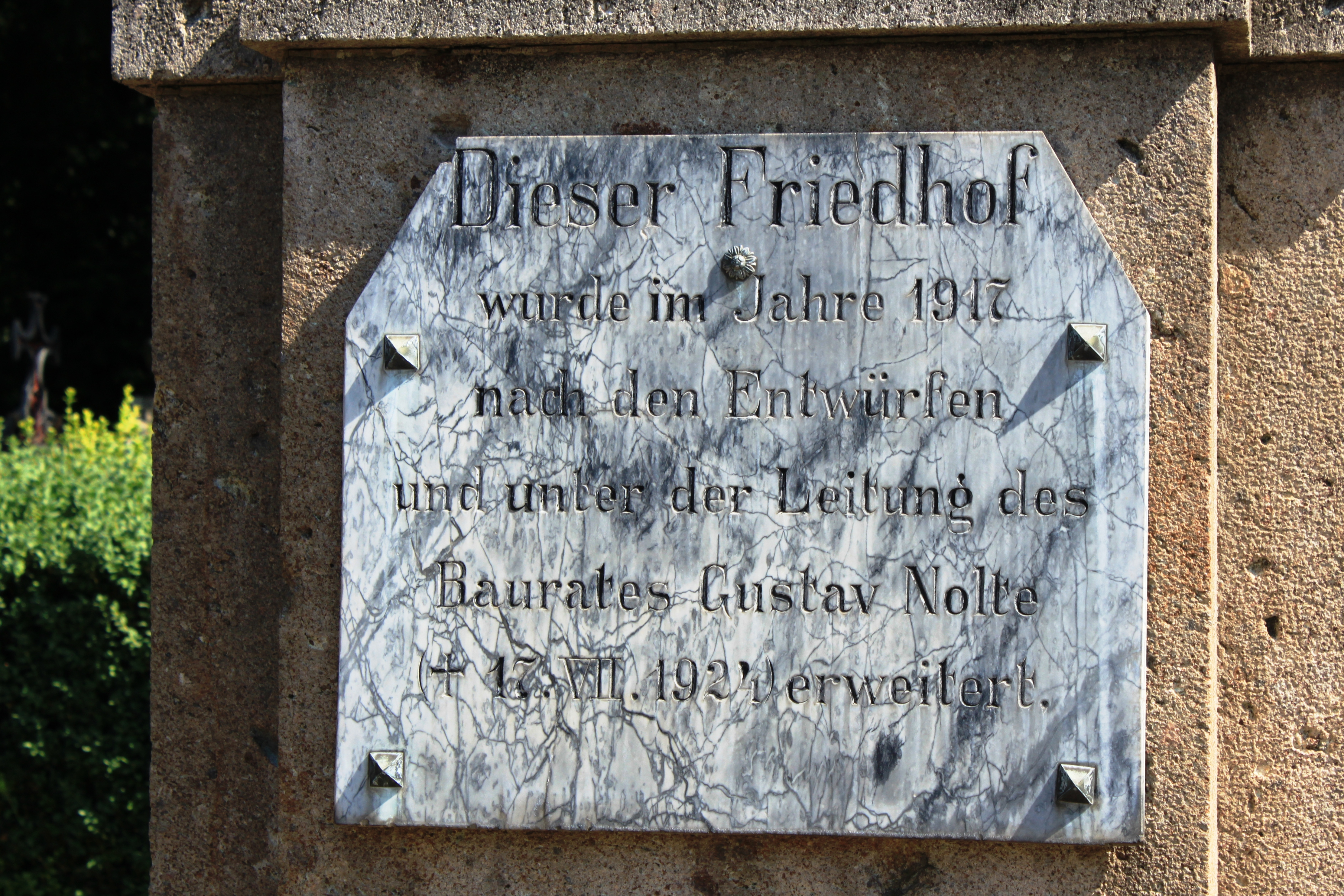
Hinweistafel zur Friedhofserweiterung 1917 nach Plänen von Stadtbaumeister Gustav Nolte
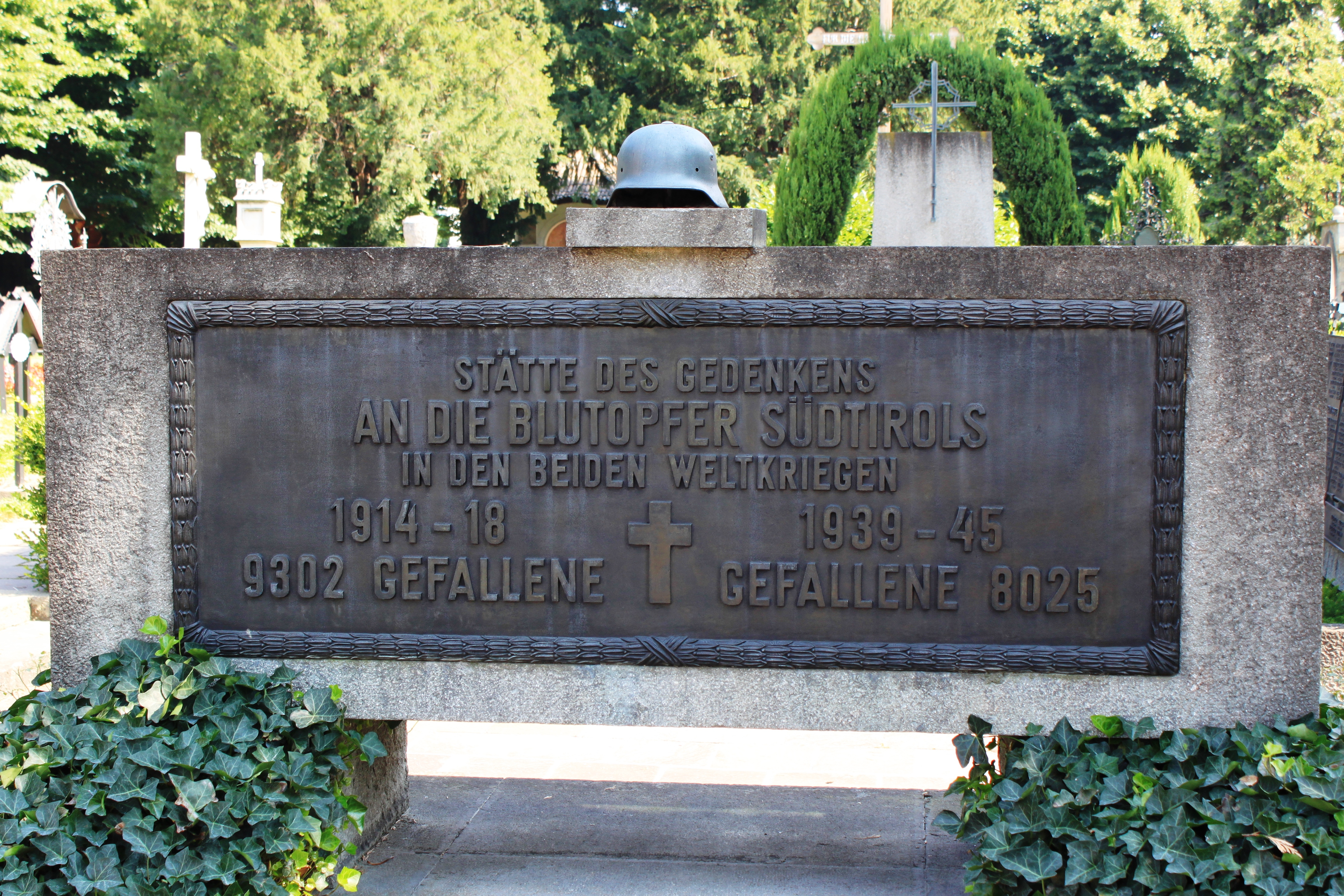
Gedenkstätte für als österreichische Soldaten im Ersten und deutsche Soldaten im Zweiten Weltkrieg gefallene Südtiroler
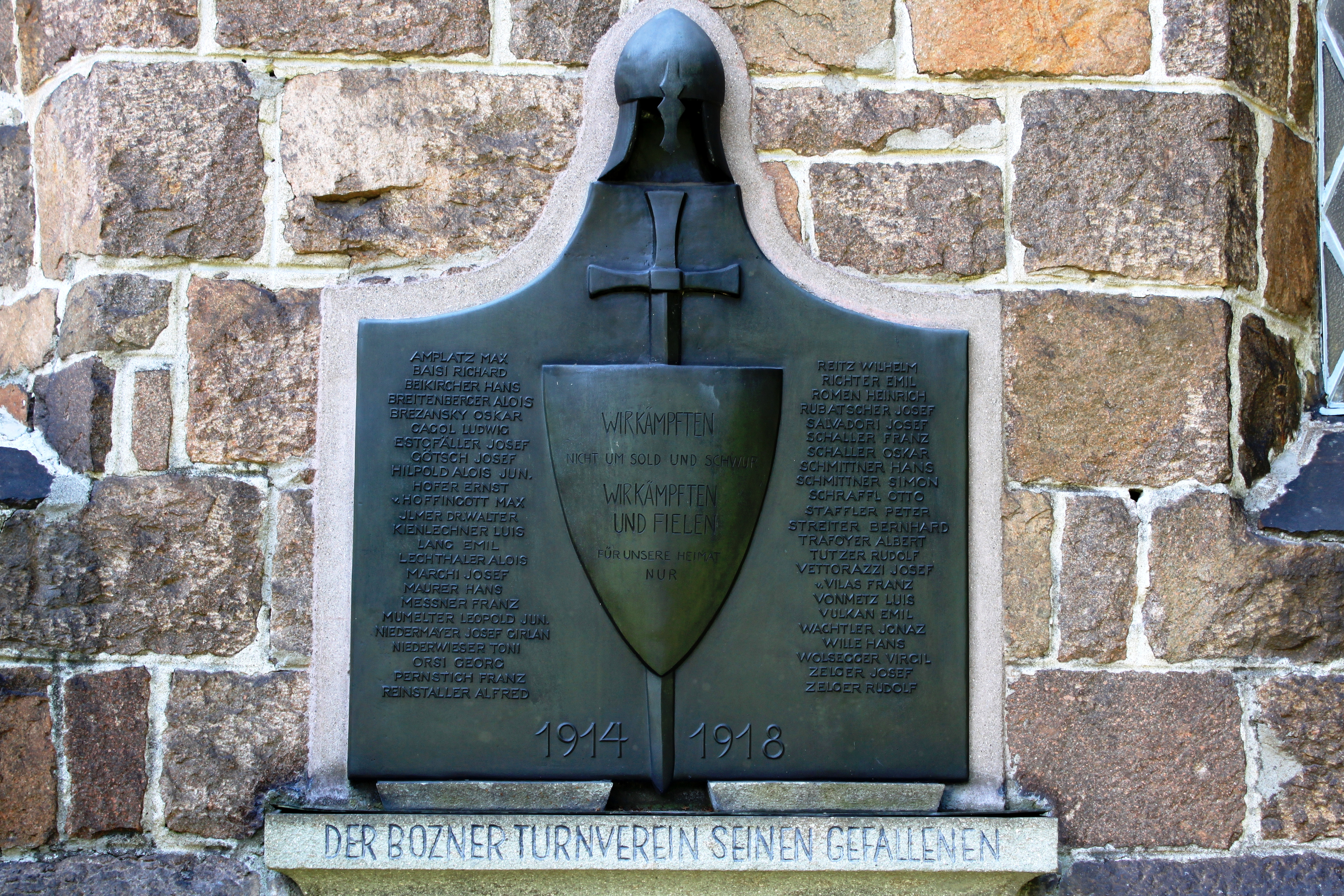
Gedenktafel des Bozner Turnvereins an der Außenwand der Kapelle
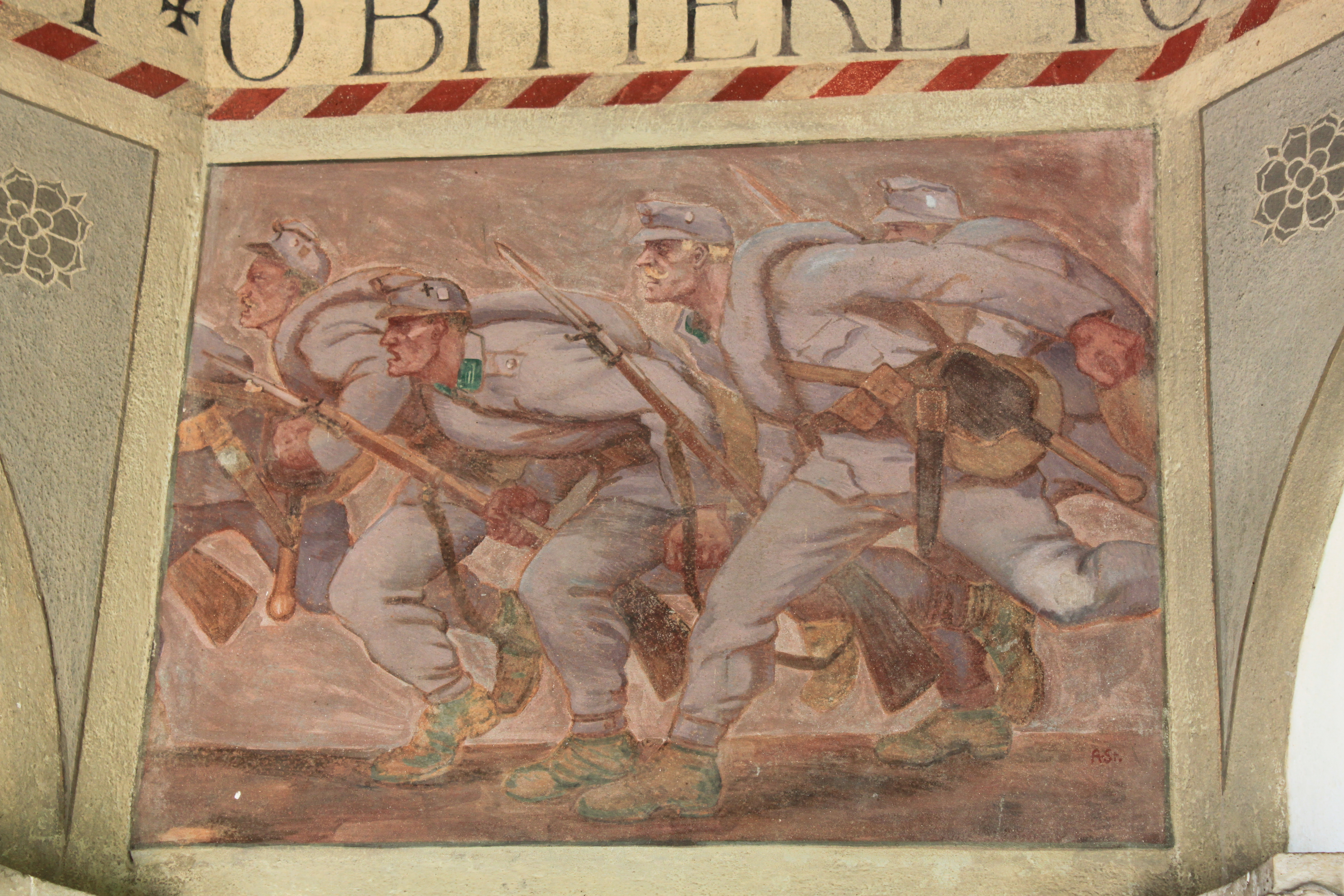
Deckenbilder von Albert Stolz im Ehrenmal – Sturm der Kaiserjäger mit gefälltem Bajonett